# Requeijão da Beira Baixa
O Requeijão da Beira Baixa DOP é um produto de origem portuguesa com Denominação de Origem Protegida pela União Europeia (UE) desde 1 de abril de 2014.
O Requeijão da Beira Baixa é obtido a partir do soro resultante do fabrico dos Queijos da Beira Baixa: Queijo de Castelo Branco DOP, Queijo Amarelo da Beira Baixa DOP e Queijo Picante da Beira Baixa DOP. 

## Área de produção
A área geográfica de produção e transformação das matérias primas e sua
transformação e acondicionamento do Requeijão da Beira Baixa é, naturalmente, coincidente com a área geográfica de produção dos Queijos da Beira Baixa.

## Agrupamento gestor
O agrupamento gestor da denominação de origem protegida "Requeijão da Beira Baixa" é a Associação de Produtores de Queijo do Distrito de Castelo Branco.